# Нури, Сулейман
Сулейман Нури (1895 — 1966) — советский военно-политический деятель.

## Биография
Сулейман Нури родился в 1895 году в Западной Турции (Галлиполи-Фракия) в семье кузнеца. После окончания школы младших офицеров в Истанбуле он был направлен в чине сержанта сначала на Галлиполийский, а затем на Кавказский фронт. Вместе с группой солдат он добровольно сдался в плен. Находился в Сарыкамыше, Караклисе, Тифлисе, Баку, на острове Наргин. 
После провозглашения Бакинской коммуны С. Нури попросил освобождения из лагеря. В течение нескольких месяцев работал на танкере «Эммануил Нобель», участвуя в перевозках нефти в Астрахань. 
В сентябре 1918 года уже при диктатуре Центрокаспия, во время одного из рейсов в Красноводск, Нури был снят с судна и заключен в тюрьму. В тюрьме он познакомился с находившимися там в заключении деятелями Бакинской коммуны А. И. Микояном, И. Абиловым, С. Г. Шаумяном и другими кавказскими революционерами. Эти встречи, по-видимому, и явились поворотным моментом в жизни молодого турецкого военнопленного. После освобождения из тюрьмы он перебрался в Баку, где с помощью И. Абилова, являвшегося одним из руководителей социалистической фракции Парламента АДР, получил должность в секретариате парламента. Вскоре Кавказский краевой комитет и Бакинский комитет партии стали давать Нури ответственные поручения. По заданию большевиков в 1919 году он вступил в армию Горской республики и был командирован в Дагестан.
В 1919 году при Бакинском комитете РКП(б) была образована Бакинской организация турецких коммунистов, которая многое сделала для оказания помощи азербайджанским и дагестанским большевистским организациям в их борьбе за восстановление Советской власти. Одним из инициаторов и руководителей этой группы стал Сулейман Нури. По указанию Кавказского краевого и Бакинского комитетов РКП(б) турецкие коммунисты были посланы в различные районы Азербайджана, Дагестана, Северного Кавказа, а также в Туркестан для революционной агитации и организации сил на борьбу против местной националистической контрреволюции и белогвардейцев. В августе 1919 года Кавказский краевой комитет РКП (б) командировал 12 турецких коммунистов в распоряжение Ашхабадского Реввоенсовета.
Члены Бакинской группы турецких интернационалистов, в том числе С. Нури и Хайдар (Тахиров), стали активными участниками боев за Дагестан, который был в 1919 году одним из главных очагов революционных событий и одновременно ареной бесчинств всевозможных банд, начиная от деникинских и кончая разбойничьими отрядами местных феодалов и наемников вроде пантюркиста Казим-бея. "Большевики Дагестана, — пишет А. И. Микоян, — всегда были тесно связаны с Бакинским комитетом и опирались на его поддержку. Большевистские организации Азербайджана оказывали большую помощь дагестанским товарищам, отправляя им оружие, деньги, литературу, посылая людей. Свою лепту в эту работу внесли и бывшие турецкие военнопленные. Для организации обороны Горской республики против Деникина в первой половине 1919 года вместе с Сулейманом Нури и Хайдаром из Баку в Дагестан была направлена группа военнопленных турецких офицеров. Они участвовали в обучении добровольцев, сражались против Деникина. На фронте, простиравшемся от Дербента и Махачкалы до Темир-хан-Шура и Гудермеса, С. Нури командовал отрядами Али-Гаджи Акушинского, Хайдар командовал участком фронта против Деникина у Дербента, боролся против Нури-паши, Казим-бея и их агентуры. После прихода частей XI Красной армии Хайдар вернулся в Баку, вступил в мусаватистскую армию, пытался поднять её на восстание. Схваченный мусаватистами, он был приговорен к смертной казни и спасся благодаря побегу, организованному бакинскими рабочими. 
В апреле 1920 года он был одним из активных участников борьбы за утверждение власти Советов в Азербайджане.
Несколько турецких коммунистов, в том числе С. Нури и Ф. Сабит, оказывали содействие работе находившегося в Баку филиала Совета обороны Дагестана, так называемого Дагестанского штаба, который являлся центром по оказанию помощи со стороны Кавказского комитета РКП (б) дагестанским трудящимся в их освободительной борьбе. В Дагестане работала боевая группа легендарного Камо. В деникинской контрразведке работал турецкий коммунист, доставивший много ценных сведении Дагестанскому штабу.
Кавказская большевистская организация и турецкая группа коммунистов являлись связующими звеньями между Советской Россией и революционной Турцией. По словам А. Г. Караева, одного из видных руководителей азербайджанских большевиков, Бакинская большевистская организация осенью 1919 г. играла «роль моста между революционной пролетарской Москвой и революционным движением в Турции».
На заседании 7 мая 1920 года Революционный Комитет Азербайджанской Советской Социалистической Республики постановил сформировать Рабоче-Крестьянскую Красную Армию и Красный Флот Азербайджанской ССР. Приказом войскам 11-й армии Кавказского фронта № 193 от 11 мая 1920 года и по Народному военно-морскому комиссариату Азербайджанской ССР № 48 от 16 мая 1920 года было приказано «Образовать 1-ю Сводную Азербайджанскую Рабоче-Крестьянскую Советскую стрелковую дивизию…» . Начдивом был назначен С. С. Шевелев, его помощником — Р. Эфендиев, военкомом — Сулейман Нури. Так было положено началу военного строительства Закавказья.
Активную помощь оказали турки-коммунисты и сторонники Мустафы Кемаля в дни подготовки и проведения вооруженного восстания в Азербайджане в апреле 1920 года Сулейман Нури и другие турецкие коммунисты принимали участие в доставке оружия и боеприпасов из Астрахани и Средней Азии в Баку. Столь же успешно турецкие интернационалисты Мамед Тахиров и двое его товарищей выполнили ответственное задание по аресту военного генерал-губернатора Баку генерала Тлехаса.
В знак признания заслуг турецких интернационалистов в свержении мусаватистского режима и восстановления Советской власти в Азербайджане, Г. К. Орджоникидзе 30 июня 1920 года выразил благодарность турецким интернационалистам, а С. Нури назначил помощником военного коменданта Бакинского округа.
Через несколько дней решением ЦК КПА и Военного совета XI Красной армии он был направлен в качестве комиссара в Карабах для подавления антисоветских выступлений мусаватистов и дашнаков.офицеры, отряд которых пресек мусаватистскому правительству возможность бежать из Баку.
Большое внимание Турецкая коммунистическая группа уделяла созданию вооруженного отряда интернационалистов. 14 мая группа коммунистов (С. Зеки, Якуб, А. Алимов, С. Нури) опубликовала в центральном органе ЦК КП Азербайджана обращение ко всем турецким солдатам и офицерам, в котором говорилось о цели этого формирования, разъяснялось, что в отряд будут приниматься лишь лица, разделяющие коммунистическую программу и соблюдающие партийную дисциплину. Организация этого отряда была поручена А. Алимову и С. Нури.
В дальнейшем Член ЦК Сулейман Нури был направлен в Армению членом Военного совета и принимал активное участие в социалистическом строительстве.
При Эриванском городском комитете партии была создана турецкая коммунистическая организация. Для редактирования её органа ЦК КП Армении пригласил из Баку Семиха Хусейна. Члены этой организации принимали участие в подавлении антисоветского восстания дашнаков в Армении в феврале 1921 года.
Сулейман Нури вместе с И. И. Довлатовым возглавил оборону Эривани. Командуя интернациональным отрядом в 300 бойцов (из которых 190 были армяне), он защищал от дашнаков предместье армянской столицы — Норк. После того как власть в городе временно перешла в руки мятежников, С. Нури и нескольким уцелевшим его товарищам пришлось скрываться в турецком консульстве. В течение 20 дней дашнаки безуспешно пытались добиться их выдачи. Кемалист-консул предоставил им политическое убежище, а местным мусульманам — бойцам отряда Нури, оказавшимся в консульстве, помог незаметно его покинуть. Позже С. Нури и С. Хусейн по приказу командующего турецкой Восточной армией К. Карабекира, объявившего их, как турецких подданных, дезертирами, под конвоем были отправлены в Каре и там заключены в военную тюрьму. От военно-полевого суда их спасло энергичное вмешательство Г. К. Орджоникидзе, направившего генералу Карабекиру послание по поводу задержания С. Нури и С. Хусейна.
По предложению Серго Орджоникидзе Нури после освобождения вернулся в Баку для работы по восстановлению Коммунистической партии Турции, большая часть руководящих деятелей которой уехала на родину. В Баку турецкие коммунисты, пользуясь помощью и советами С. М. Кирова, вскоре создали оргбюро КПТ, в которое вошли С. Нури, А. Алимов, С. Зеки, И. Хакки (Кайсерли) и др. На III конгрессе Коммунистического Интернационала КПТ была представлена С. Нури и С. Зеки. В Москве они принимали участие в совещании по созданию Балканской федерации, происходившем под председательством В. Коларова.